# Engeln
Engeln este o comună din landul Saxonia Inferioară, Germania.